# 广裕祠
广裕祠，全名陆氏广裕宗祠，位于广州从化區太平镇钱岗村，是宋朝末代丞相陆秀夫的后人建造的。广裕祠建于明朝永乐四年（1406年），兼具南北方的建筑风格，在一般的岭南建筑中十分罕见。2001年，广裕祠被列为广东省重点文物保护单位。2003年，广裕祠获得聯合國教科文組織亞太區文物古蹟保護獎杰出项目奖的第一名。

## 历史
广裕祠是宋朝末代丞相陆秀夫的后人所建造，虽然表面是祭祀陆秀夫的玄孙陆广裕，主要是为了祭祀宋朝末代宰相陆秀夫。祠堂始建于明朝永乐四年（1406年）之后曾经经历过六次大修，分别是在明朝嘉靖三十二年（1553年），明朝崇祯十二年（1639年），清朝康熙六年（1667年），清朝嘉庆十二年（1807年），1915年以及2003年。每次修整都有详尽的日期记录，这是岭南建筑中十分罕见及珍贵的，对研究明、清建筑的特色更是十分有帮助，被誉为“明清建筑的活标本”。

## 建筑及特色
广裕祠一共有三间三进，分为前厅、中堂和后堂，为砖木石结构的悬山顶建筑，屋面布碌筒枝瓦，灰塑屋脊，素胎勾头，滴水。总宽13.8米，总进深44.2米；建筑面积共816平方米，占地面积约992平方米。坐北朝南，主座3进厅堂的中间均为木构架。
前厅阔三间，进深也是三间。中间采用抬梁式构架，两端用君山墙砖墙承重。这种建筑风格不同于珠三角地区常见的祠堂样式。中堂与前厅结构一样，也是采用抬梁式的结构。前厅与中堂之间由两侧的厢廊相连。前厅和中堂内各有八根柱子，花岗石基底。
整个祠堂的重点是后堂。后堂也是阔三间，进深三间，采用抬梁式结构形式。后堂中间建有神座，供奉陆秀夫以及第一代从南雄珠玑巷迁来的陆从兴和陆广裕的牌位。

### 江城图
2000年，在祠堂更楼上发现了一幅长8.7米，宽0.3米的清代“江城图”封檐板木雕。其上刻有清代中后期广州珠江沿江十余里的景象，描绘了当时社会上各个阶层的生活场景。这是一件具有重要历史价值的风俗木雕，堪称广州的“清明上河图”。